# Chen Yu
Pour les articles homonymes, voir Chen.
Dans ce nom chinois, le nom de famille, Chen, précède le nom personnel.
Chen Yu (en chinois : 陈郁 / pinyin : Chén Yù), né le 8 mai 1980 à Nanning, est un ancien joueur de badminton chinois professionnel. 

## Biographie
Chen Yu naît en 1980 dans le Guangxi, à Nanning. Il intègre l'équipe provinciale de badminton en 1993. En octobre 1998, il entre au camp d'entraînement de l'équipe nationale et y est entraîné par Zhong Bo (钟波). 
En 2002 et 2003, il gagne les tournois de simple messieurs aux championnats nationaux de badminton. Il participe par la suite à plusieurs compétitions d'envergure continentale et internationale comme l'Open d'Angleterre de 2007, où il gagne la médaille d'argent, la coupe du monde de badminton de 2006, où il gagne aussi la médaille d'argent, ou encore la Thomas Cup de 2004 à Jakarta, où il fait partie de l'équipe gagnante. À l'Open de Chine 2008 (en) à Shanghai, il prend part à une cérémonie pour célébrer sa retraite en tant que joueur professionnel. Il va par la suite devenir entraîneur pour l'équipe nationale.

## Palmarès

### Championnats du monde
- Kuala Lumpur 2007 - Simple messieurs

### Coupe du monde de badminton(en)
- Yiyang 2006 (en) - Simple messieurs

### Championnats d'Asie
- Johor Bahru 2006 (en) - Simple messieurs

### Championnats du monde junior
- Melbourne 1998 (en) - Simple garçons

### Championnats d'Asie junior de badminton(en)
- Yangon 1999 (en) - Double garçons
- Yangon 1999 (en) - En équipe garçons
- Kuala Lumpur 1999 (en) - Double mixte
- Kuala Lumpur 1999 (en) - En équipe garçons

### BWF Super Series
- Open de Singapour Super Series 2007 (en) - Simple messieurs
- Open d'Angleterre Super Series 2007 (en) - Simple messieurs

### BWF Grand Prix
- Open d'Allemagne Grand Prix 2007 (en) - Simple messieurs
- Open du Danemark 2006 (en) - Simple messieurs
- Open de Thaïlande 2006 (de) - Simple messieurs
- Open de Singapour 2003 (de) - Simple messieurs

### Thomas Cup
- Jakarta 2008
- Jakarta 2004